# Lac Soufflot
Lac Soufflot är en sjö i Kanada.   Den ligger i regionen Abitibi-Témiscamingue och provinsen Québec, i den sydöstra delen av landet, 300 km nordväst om huvudstaden Ottawa. Lac Soufflot ligger 313 meter över havet. Arean är 10,6 kvadratkilometer. Den sträcker sig 5,4 kilometer i nord-sydlig riktning, och 5,0 kilometer i öst-västlig riktning.
I omgivningarna runt Lac Soufflot växer i huvudsak blandskog. Trakten runt Lac Soufflot är nära nog obefolkad, med mindre än två invånare per kvadratkilometer.